# 수창 (연호)
수창(壽昌, 1095년 ~ 1101년 1월)은 요나라(거란국) 도종(道宗) 야율 홍기(耶律 洪基)의 다섯번째 연호이다. 6년 1개월 가량 사용하였다. 도종(道宗)이 죽고 난 후에 천조제(天祚帝)가 건통으로 개원할 때까지 사용하였다.

## 개원
- 대안(大安) 10년 12월 18일[1](1095년 1월 26일)에 연호를 수창(壽昌)으로 정하고, 다음 해 1월 1일[2](1095년 2월 8일)에 개원함.[3][4][5]

- 수창(壽昌) 7년 2월 1일[6](1101년 3월 2일)에 연호를 건통(乾統)으로 개원함.[7][8][5]

## 연대 대조표
| 수창       | 원년           | 2년        | 3년        | 4년                 | 5년        | 6년        | 7년                      |
| 서기(西紀) | 1095년         | 1096년     | 1097년     | 1098년              | 1099년     | 1100년     | 1101년                   |
| 간지(干支) | 을해(乙亥)     | 병자(丙子) | 정축(丁丑) | 무인(戊寅)          | 기묘(己卯) | 경진(庚辰) | 신사(辛巳)               |
| 북송(北宋) | 소성(紹聖) 2년 | 3년        | 4년        | 5년 원부(元符) 원년 | 2년        | 3년        | 건중정국 (建中靖國) 원년 |

## 동시대 연호

### 중국
송(宋)
- 소성(紹聖) (1094년 ~ 1098년)
- 원부(元符) (1098년 ~ 1100년)
- 건중정국(建中靖國) (1101년)

서하(西夏)
- 천우민안(天祐民安) (1090년 ~ 1097년)
- 영안(永安) (1098년 ~ 1100년)
- 정관(貞觀) (1101년 ~ 1113년)

대중국(大中國)
- 상치(上治) (1094년 ~ 1095년)

대리국(大理國)
- 천수(天授) (1096년)
- 명개(明開) (1097년 ~ 1103년)

### 베트남
- 호이퐁(會豊) (1092년 ~ 1100년)
- 롱푸응우옌호아(龍符元化) (1101년 ~ 1109년)

### 일본
- 가호(嘉保) (1094년 ~ 1096년)
- 에이초(永長) (1096년 ~ 1097년)
- 조토쿠(承德) (1097년 ~ 1099년)
- 고와(康和) (1099년 ~ 1104년)

## 같이 보기
- 중국의 연호 목록